# Kanuri (taal)
Kanuri is een taal die voornamelijk wordt gesproken door de Kanuri, in de landen Nigeria, Niger, Tsjaad en Kameroen (rond het Tsjaadmeer). Het behoort tot de Nilo-Saharaanse talen en daarbinnen weer tot de Saharaanse talen. De taal wordt vaak in verband gebracht met de vroegere koninkrijken Kanem en Bornu. De taal heeft ongeveer 4 miljoen sprekers en bijna allen spreken als tweede taal het Hausa of Arabisch.